# Kellerberge nordöstlich Gardelegen

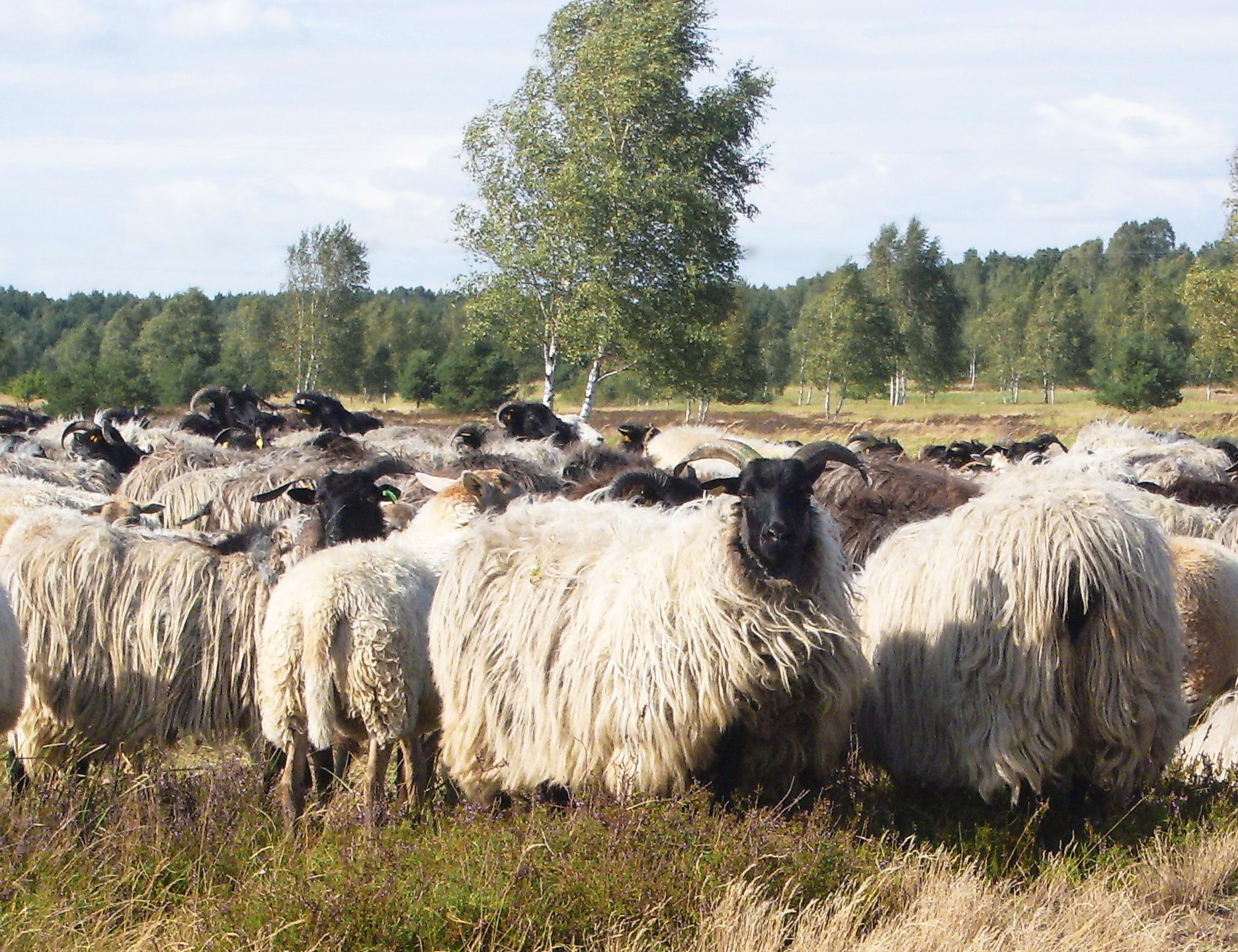
Heidschnucken zur Landschaftspflege an den Kellerbergen bei Gardelegen

Die Kellerberge nordöstlich Gardelegen sind ein FFH-Gebiet in der Einheitsgemeinde Gardelegen im Altmarkkreis Salzwedel in Sachsen-Anhalt.

## Allgemeines
Das FFH-Gebiet ist circa 121 Hektar groß (beim Bundesamt für Naturschutz ist die Größe mit 116 Hektar angegeben). Es ist durch die Landesverordnung zur Unterschutzstellung der Natura 2000-Gebiete im Land Sachsen-Anhalt (N2000-LVO LSA) seit dem 21. Dezember 2018 rechtlich gesichert. Zuständige untere Naturschutzbehörde ist der Altmarkkreis Salzwedel.

## Beschreibung
Das FFH-Gebiet liegt nordöstlich von Gardelegen. Es umfasst Offenlandbereiche und daran angrenzende Waldbereiche auf dem bis 1991 durch die Sowjetarmee genutzten Truppenübungsplatz Gardelegen am West- und Südhang der Kellerberge, einer in der Saalekaltzeit entstandenen Endmoräne.
Die Offenlandbereiche werden von Zwergstrauchheiden, Sandmagerrasen und Landreitgrasfluren eingenommen, in die Baumgruppen und Gehölze eingebettet sind. Stellenweise sind offene Sandstellen vorhanden. Dominierend sind Heiden aus Besenheide mit Rotem Straußgras, Pillensegge, Dreizahn, Drahtschmiele, Zypressenwolfsmilch, Schafschwingel, Feldhainsimse, Kleinem Habichtskraut und Gewöhnlichem Ferkelkraut. Die Wälder sind als Eichenwälder mit Stiel- und Traubeneiche, Hängebirke und Waldkiefer ausgebildet. Die Krautschicht wird aus Rotem Straußgras, Drahtschmiele, Schafschwingel, Weichem Honiggras, Dreizahn, Pillensegge und Feldhainsimse sowie Besenheide, Tüpfeljohanniskraut, Glattem und Gewöhnlichem Habichtskraut und Echtem Ehrenpreis gebildet.
Das FFH-Gebiet ist Lebensraum unter anderem von Zauneidechse und Kreuzkröte sowie der Käferarten Heidekamelläufer, Mondfleckiger Nachtläufer, Nördlicher Ahlenläufer und Zottenfüßiger Schnellläufer. In den Eichenwäldern wurde der Hirschkäfer nachgewiesen. Das Gebiet beherbergt Vorkommen von Heidelerche, Steinschmätzer, Wiedehopf, Ziegenmelker, Rotmilan, Raufußkauz, Sumpfohreule, Wespenbussard sowie Wiesenweihe und ist Nahrungshabitat für Breitflügelfledermaus, Zwergfledermaus, Großer Abendsegler und Braunes Langohr.
Das FFH-Gebiet ist nach Norden, Osten und Süden von Wald umgeben. Dieser und auch die Im Westen anschließenden weiteren Offenlandbereiche mit Heide und Magerrasen sind Bestandteil des Nationalen Naturerbes.

## Entstehung und Pflege der Heidelandschaft
Teile des ursprünglichen Waldgebietes gehörten einst dem Zisterzienser-Kloster Neuendorf und  auch der Stadt Gardelegen als Stadtwald (Kämmereiforst). Durch Raubbau am Wald und Übernutzung durch Waldweide waren wohl schon damals größere Bereiche mit Heide und trockenem Gras bewachsen. In alten Flurkarten kann das durch die Flurbezeichnung „Auf der Haide“ belegt werden.
Im vorigen Jahrhundert wurde die Waldbestockung durch immer stärkere militärische Nutzung der Flächen ständig weiter zurückgedrängt. Vor dem 1. Weltkrieg exerzierten hier die berittenen Ulanen, vor dem 2. Weltkrieg entstand ein Fliegerhorst mit Fallschirmjägerlager. Nach dem Ende des Krieges wurde daraus ein Standorttruppenübungsplatz der hier stationierten sowjetischen Armee auf über 500 ha Fläche. Durch weitere Abholzungen und ständige Brände wurde der Wald bis auf Randflächen völlig zerstört. Dadurch bedingt konnte sich die Vegetationsgesellschaft Trockenrasen und Heiden hier dominierend durchsetzen. Nach dem Abzug der sowjetischen Armee wurde das Gebiet ab 1992 für den Naturschutz gesichert, von den vielen Resten der militärischen Nutzung beräumt und durch umfangreiche Pflegemaßnahmen weiterentwickelt.  Bestandteil dieser Maßnahmen wurde eine ständige Beweidung mit einer Heidschnuckenherde und ein wiederholtes Abbrennen oder auch Mähen und Plaggen der überalterten Heidevegetation.